# 9517 Niehaisheng
9517 Niehaisheng è un asteroide della fascia principale. Scoperto nel 1977, presenta un'orbita caratterizzata da un semiasse maggiore pari a 2,6088624 UA e da un'eccentricità di 0,2308264, inclinata di 5,80629° rispetto all'eclittica.